# Данський Золотий Берег
Данська Гвінея, або Данський Золотий Берег (дан. Den danske Guldkyst) — колонії Данії в Західній Африці, на узбережжі Гвінейської затоки. Спочатку вони керувалися Данською Вест-Індійською компанією, потім стали безпосереднім володінням данської корони (коронними володіннями Данії).

## Історія
У 1625 році в Копенгагені була створена Данська Вест-Індійська компанія, яка отримала право на торгівлю з поселеннями в Вест-Індії, Бразилії, Вірджинії і Гвінеї. Однак успіхів в «гвінейському напрямку», крім створення в 1643 році декількох торгових факторій на узбережжі, не спостерігалося. Інтерес до колонії знову виник тільки в 1650-х роках — почалися більш-менш регулярні рейси торгових суден з Данії до Гвінеї і назад. У 1659 році на заході колонії був закладений форт Фредеріксборг, а через два роки був закладений Крістіансборг (форт). У 1664 році у стін форту Фредеріксборг висадився голландський десант і почав облогу, проте данцям вдалося залучити на свою сторону англійців, які розгромили голландців і допомогли данцям взяти під контроль форт Каролусборг, розташований на західному краю Золотого Берега. Однак згодом почався занепад колонії — зв'язок з метрополією став ненадійним, оборотного капіталу стало бракувати, чиновники, що приходять з Копенгагена, пиячили і розкрадали казну колонії. Крім цього, в колонії не було зручних гаваней.
У підсумку в 1754 році Данська Вест-Індійська компанія була ліквідована, і вся її власність перейшла в руки держави. У 1780 році почалася чергова англо-голландська війна, в зв'язку з чим данці зайняли голландські форти в Гвінеї, а по закінченню війни відмовилися їх покинути, а місцеві племена, що були раніше під голландським заступництвом, присягнули королю Данії. У 1784 році з ініціативи губернатора Кеге в дельті річки Вольта був закладений форт Конгестен, після чого в 50 кілометрах на схід від нього був закладений Прісенсен, а також ланцюг з п'яти фортів вздовж 250 кілометрової берегової лінії. В цьому ж році було засновано Королівське Данське Балтійське і Гвінейській торгове товариство, яке створило «трикутну торговельну систему»: з Копенгагена в Гвінею відправляли рушниці, строкаті тканини, спиртне і залізні товари, в Гвінеї на ті ж судна вантажили рабів, призначених для Вест-Індійських плантацій, а звідти в Данію везли цукор і ром. У 1785 році племена, що живуть на схід від нижньої течії річки Вольта принесли присягу королю Данії, а в 1787 році були побудовані форти Аугустаборг (поблизу містечка Теши) і Ісеграм (біля селища Понні).
У 1802 році губернатор колонії Йоганн Врісберг поширив владу короля Данії на область Бімбія і заклав плантації в Камеруні. У 1803 році, вперше в світі, вступило в силу положення 1792 року про заборону работоргівлі (хоча деякий час вона в Гвінеї і тривала нелегально, через явного потурання данської влади). У 1818 році данці зробили спробу продати свою колонію американцям, проте, з американцями не вдалося домовитися.
У 1811 році данські плантації були розграбовані аборигенами. Ймовірно, причиною цього стала відмова данців захистити аборигенів від набігів з боку держави Ашанті. У 1824 році англійці, яким ашанті теж сильно докучали, розгорнули проти них бойові дії, в чому данці їх підтримали. Варто також відзначити, що в складі данського війська були африканці — їх королева Доку Акімська особисто вела солдат в бій, за що Фредерік VI дарував їй срібний меч. У 1826 році ашанті спробували взяти штурмом Крістіансборг, однак данці за допомогою англійців відбили атаку. У вирішальній битві, що сталася в горах Аквапім (на північ від данських володінь), армія ашанті була вщент розбита. В результаті гірська область Аквапім перейшла під владу Данії. Однак це придбання стало причиною суперництва з англійцями, які в 1836 році організували повстання проти данського короля. Проте, данці зуміли придушити повстання. У 1847 році відбулося нове повстання, яке також не увінчалися успіхом.
30 березня 1850 року всі данські колонії в Гвінеї були продані Великій Британії за 10 000 фунтів стерлінгів і увійшли до складу Британського Золотого Берегу.

## Управління
Посада головного колоніального адміністратора 1658 року називалася Opperhoved (на українську мову може перекладатися, як «начальник поселень»). Починаючи з 1766 року Данська Гвінея стала управлятися губернатором.

## У мистецтві
«Золотий берег» — дансько-шведський фільм 2015 року, дії якого розгортаються на території Данської Гвінеї за часів короля Фредеріка VI.